# Нумансія-де-ла-Сагра
Нумансія-де-ла-Сагра (ісп. Numancia de la Sagra) — муніципалітет в Іспанії, у складі автономної спільноти Кастилія-Ла-Манча, у провінції Толедо. Населення — 4727 осіб (2010).
Муніципалітет розташований на відстані близько 39 км на південь від Мадрида, 28 км на північний схід від Толедо.
На території муніципалітету розташовані такі населені пункти: (дані про населення за 2010 рік)
- Нумансія-де-ла-Сагра: 4500 осіб
- Ель-Пінар-де-Вільєріче: 227 осіб

## Демографія
Динаміка населення (INE ):

## Галерея зображень

Розташування муніципалітету у провінції Толедо